# Campionato italiano di pallamano maschile
Il campionato italiano di pallamano maschile è l'insieme dei tornei istituiti ed organizzati dalla Federazione Italiana Giuoco Handball.
Dalla stagione 1969-70 esiste in Italia un campionato di massima divisione maschile, che ha assunto i nomi di Serie A (dal 1969 al 1986), Serie A1 (dal 1986 al 2005), Serie A Élite (dal 2005 al 2012), Serie A - 1ª Divisione Nazionale (2012-2018) e nuovamente Serie A1 (2018-2022); dalla stagione 2022-2023 il torneo ha preso la denominazione di Serie A Gold.
I vincitori di tale torneo si fregiano del titolo di campioni d'Italia; dall'origine a tutto il 2022 si sono tenute 54 edizioni del torneo.
La squadra che vanta il maggior numero di campionati vinti è la Pallamano Trieste con 17 (l'ultimo nel 2001-02), a seguire l'Handball Club Conversano (l'ultimo nel 2024-25) con 8 titoli e l'SSV Bozen.

## Serie A Gold
È il massimo campionato maschile e si svolge tra 14 squadre in un girone all'italiana.
La squadra 1ª classificata al termine dei play-off è proclamata campione d'Italia.
La squadra classificata all'ultimo posto in classifica al termine della fase regolare e la perdente dei playout retrocederanno in Serie A Silver nella stagione successiva.

## Serie A Silver
La Serie A Silver è il secondo livello del campionato italiano di pallamano maschile. Si svolge con la partecipazione di 12 squadre che si scontrano in un girone all'italiana con gare di andata e ritorno. Al termine della regular season le prime otto squadre partecipano ai playoff promozione e le prime due squadre vengono promosse in A Gold. 
La squadra classificata all'ultimo posto in classifica al termine della fase regolare e la perdente dei playout retrocederanno in Serie A Bronze nella stagione successiva.

## Serie A Bronze
La Serie A Bronze attualmente è il terzo livello del campionato italiano di pallamano maschile.
Vi partecipano 25 club ripartiti in tre gironi.
Si compone di una stagione regolare in cui i club si affrontano in un girone all'italiana con partite di andata e ritorno.
Le squadre classificate al primo e secondo posto di ciascun girone partecipano ai playoff e le finaliste saranno promosse in Serie A Silver nazionale nella stagione successiva.
Le squadre classificate agli ultimi tre posti di ciascun girone in classifica al termine della fase regolare retrocedono in Serie B nella stagione successiva.

## Serie B
La Serie B attualmente è il quarto ed ultimo livello del campionato italiano di pallamano maschile.
Le squadre che vi partecipano saranno ripartite in gironi regionali composti da un numero variabile di squadre ciascuno.
Si compone di una stagione regolare in cui i club si affrontano in un girone all'italiana con partite di andata e ritorno.
Le squadre vincitrici della Serie B vengono promosse in Serie A-Bronze nella stagione successiva.

## Campionati giovanili

### Campionato italiano di pallamano maschile U21
Il Campionato italiano di pallamano maschile U21, soprannominato Youth League dal 2018, è il campionato Under 21 a livello nazionale organizzato dal 2004. 
Dopo una fase di qualificazione a gironi interregionali, il vincitore viene deciso al termine delle Finali Nazionali.

### Campionato italiano di pallamano femminile U21
Il Campionato italiano di pallamano femminile U21, soprannominato Youth League dal 2018, è il campionato Under 21 a livello nazionale organizzato dal 2004. 
Dopo una fase di qualificazione a gironi interregionali, il vincitore viene deciso al termine delle Finali Nazionali.

## Serie soppresse
Fino alla stagione 2011/2012 la Serie A - 1ª Divisione Nazionale era divisa in Serie A Élite e Serie A1; in passato erano previste anche una Serie C ed una Serie D; attualmente queste serie sono soppresse.

## Organigramma
Quella che segue è la struttura dei tornei con i meccanismi di promozione-retrocessione tra i vari livelli.
| Serie          | Composizione            | Vincitrice/Promozioni                                     | Retrocessioni                                        |
| -------------- | ----------------------- | --------------------------------------------------------- | ---------------------------------------------------- |
| Serie A Gold   | 14 Squadre              | Campione d'Italia                                         | Perdente playout e 14ª retrocedono in Serie A Silver |
| Serie A Silver | 12 Squadre              | 1ª e 2ª al termine dei playoff promosse in Serie A Gold   | Perdente playout e 12ª retrocedono in Serie A Bronze |
| Serie A Bronze | 25 Squadre - Tre gironi | 1ª e 2ª al termine dei playoff promosse in Serie A Silver | Ultime tre posizioni retrocedono in Serie B          |
| Serie B        | Gironi regionali        | 1a promosse in A2                                         |                                                      |

## Albo d'oro
| Edizione    | Vincitore                                        | N° Titolo                                        | 2º classificato                                  | Note                                             |                                                  |
| ----------- | ------------------------------------------------ | ------------------------------------------------ | ------------------------------------------------ | ------------------------------------------------ | ------------------------------------------------ |
| 1969 - 1970 | Buscaglione Roma                                 | 1º titolo                                        | Bruno Sport Roma                                 |                                                  |                                                  |
| 1970 - 1971 | Flaminio Genovesi                                | 1º titolo                                        | Rovereto                                         |                                                  |                                                  |
| 1971 - 1972 | CUS Verona                                       | 1º titolo                                        | C.S. Esercito                                    |                                                  |                                                  |
| 1972 - 1973 | C.S. Esercito                                    | 1º titolo                                        | Rovereto                                         |                                                  |                                                  |
| 1973 - 1974 | Rovereto                                         | 1º titolo                                        | Teramo                                           |                                                  |                                                  |
| 1974 - 1975 | Rovereto                                         | 2º titolo                                        | Bologna 1969                                     |                                                  |                                                  |
| 1975 - 1976 | Trieste                                          | 1º titolo                                        | Rovereto                                         |                                                  |                                                  |
| 1976 - 1977 | Trieste                                          | 2º titolo                                        | Rovereto                                         |                                                  |                                                  |
| 1977 - 1978 | Rovereto                                         | 3º titolo                                        | Trieste                                          |                                                  |                                                  |
| 1978 - 1979 | Trieste                                          | 3º titolo                                        | Rovereto                                         |                                                  |                                                  |
| 1979 - 1980 | Rovereto                                         | 4º titolo                                        | Trieste                                          |                                                  |                                                  |
| 1980 - 1981 | Trieste                                          | 4º titolo                                        | Cassano Magnago                                  |                                                  |                                                  |
| 1981 - 1982 | Trieste                                          | 5º titolo                                        | Cassano Magnago                                  |                                                  |                                                  |
| 1982 - 1983 | Trieste                                          | 6º titolo                                        | Teramo                                           |                                                  |                                                  |
| 1983 - 1984 | Scafati                                          | 1º titolo                                        | Trieste                                          |                                                  |                                                  |
| 1984 - 1985 | Trieste                                          | 7º titolo                                        | Brixen                                           |                                                  |                                                  |
| 1985 - 1986 | Trieste                                          | 8º titolo                                        | Scafati                                          |                                                  |                                                  |
| 1986 - 1987 | Ortigia                                          | 1º titolo                                        | Trieste                                          |                                                  |                                                  |
| 1987 - 1988 | Ortigia                                          | 2º titolo                                        | Brixen                                           |                                                  |                                                  |
| 1988 - 1989 | Ortigia                                          | 3º titolo                                        | Brixen                                           |                                                  |                                                  |
| 1989 - 1990 | Trieste                                          | 9º titolo                                        | Ortigia                                          |                                                  |                                                  |
| 1990 - 1991 | Brixen                                           | 1º titolo                                        | Trieste                                          |                                                  |                                                  |
| 1991 - 1992 | Brixen                                           | 2º titolo                                        | Trieste                                          |                                                  |                                                  |
| 1992 - 1993 | Trieste                                          | 10º titolo                                       | Ortigia                                          |                                                  |                                                  |
| 1993 - 1994 | Trieste                                          | 11º titolo                                       | Prato                                            |                                                  |                                                  |
| 1994 - 1995 | Trieste                                          | 12º titolo                                       | Black Devils                                     |                                                  |                                                  |
| 1995 - 1996 | Trieste                                          | 13º titolo                                       | Ortigia                                          |                                                  |                                                  |
| 1996 - 1997 | Trieste                                          | 14º titolo                                       | Modena                                           |                                                  |                                                  |
| 1997 - 1998 | Prato                                            | 1º titolo                                        | Trieste                                          |                                                  |                                                  |
| 1998 - 1999 | Prato                                            | 2º titolo                                        | Trieste                                          |                                                  |                                                  |
| 1999 - 2000 | Trieste                                          | 15º titolo                                       | Prato                                            |                                                  |                                                  |
| 2000 - 2001 | Trieste                                          | 16º titolo                                       | Conversano                                       |                                                  |                                                  |
| 2001 - 2002 | Trieste                                          | 17º titolo                                       | Prato                                            |                                                  |                                                  |
| 2002 - 2003 | Conversano                                       | 1º titolo                                        | Prato                                            |                                                  |                                                  |
| 2003 - 2004 | Conversano                                       | 2º titolo                                        | Black Devils                                     |                                                  |                                                  |
| 2004 - 2005 | Black Devils                                     | 1º titolo                                        | Trieste                                          |                                                  |                                                  |
| 2005 - 2006 | Conversano                                       | 3º titolo                                        | Brixen                                           |                                                  |                                                  |
| 2006 - 2007 | Casarano                                         | 1º titolo                                        | Bologna United                                   |                                                  |                                                  |
| 2007 - 2008 | Casarano                                         | 2º titolo                                        | Conversano                                       |                                                  |                                                  |
| 2008 - 2009 | Casarano                                         | 3º titolo                                        | Conversano                                       |                                                  |                                                  |
| 2009 - 2010 | Conversano                                       | 4º titolo                                        | Casarano                                         |                                                  |                                                  |
| 2010 - 2011 | Conversano                                       | 5º titolo                                        | Bologna United                                   |                                                  |                                                  |
| 2011 - 2012 | Bozen                                            | 1º titolo                                        | Conversano                                       |                                                  |                                                  |
| 2012 - 2013 | Bozen                                            | 2º titolo                                        | Pressano                                         |                                                  |                                                  |
| 2013 - 2014 | Junior Fasano                                    | 1º titolo                                        | Bozen                                            |                                                  |                                                  |
| 2014 - 2015 | Bozen                                            | 3º titolo                                        | Junior Fasano                                    |                                                  |                                                  |
| 2015 - 2016 | Junior Fasano                                    | 2º titolo                                        | Bozen                                            |                                                  |                                                  |
| 2016 - 2017 | Bozen                                            | 4º titolo                                        | Junior Fasano                                    |                                                  |                                                  |
| 2017 - 2018 | Junior Fasano                                    | 3º titolo                                        | Conversano                                       |                                                  |                                                  |
| 2018 - 2019 | Bozen                                            | 5º titolo                                        | Pressano                                         |                                                  |                                                  |
| 2019 - 2020 | Non assegnato a causa della Pandemia di COVID-19 | Non assegnato a causa della Pandemia di COVID-19 | Non assegnato a causa della Pandemia di COVID-19 | Non assegnato a causa della Pandemia di COVID-19 | Non assegnato a causa della Pandemia di COVID-19 |
| 2020 - 2021 | Conversano                                       | 6º titolo                                        | Sassari                                          |                                                  |                                                  |
| 2021 - 2022 | Conversano                                       | 7º titolo                                        | Junior Fasano                                    |                                                  |                                                  |
| 2022 - 2023 | Junior Fasano                                    | 4º titolo                                        | Sassari                                          |                                                  |                                                  |
| 2023 - 2024 | Junior Fasano                                    | 5° titolo                                        | Brixen                                           |                                                  |                                                  |
| 2024 - 2025 | https://w.wiki/ERX8 Pallamano Conversano         | 8° titolo                                        | https://w.wiki/ERWz Sport Club Meran Handball    |                                                  |                                                  |

## Cronistoria con evoluzione dei livelli del campionato italiano di pallamano maschile
|             | Situazione dal 1969 al 1970 | Situazione dal 1970 al 1972 | Situazione dal 1972 al 1978 | Situazione dal 1978 al 1986 | Situazione dal 1986 al 1994 | Situazione dal 1994 al 2005 | Situazione dal 2005 al 2010 | Situazione dal 2010 al 2012 | Situazione dal 2012 al 2023 | Situazione dal 2023 |
| I livello   | Serie A                     | Serie A                     | Serie A                     | Serie A                     | Serie A1                    | Serie A1                    | Serie A Élite               | Serie A Élite               | Serie A Gold                | Serie A Gold        |
| II livello  |                             | Serie B                     | Serie B                     | Serie B                     | Serie A2                    | Serie A2                    | Serie A1                    | Serie A1                    | Serie A2                    | Serie A Silver      |
| III livello |                             |                             | Serie C                     | Serie C                     | Serie B                     | Serie B                     | Serie A2                    | Serie A2                    | Serie B                     | Serie A Bronze      |
| IV livello  |                             |                             |                             | Serie D                     | Serie C                     | Serie C                     | Serie B                     | Serie B                     |                             | Serie B             |
| V livello   |                             |                             |                             |                             | Serie D                     |                             | Serie C                     |                             |                             |                     |